# تانجمت
تانجمت أو تانجميت أو تانجمي، هي ملكة مصرية قديمة غير حاكمة أو زوجة ملك، عاشت خلال عهد الأسرة التاسعة عشرة، ويحتمل كونها ابنة الملك رعمسيس الأول وزوجة الملك سيتي الأول.

## حياتها
وصفت مقبرة الملكة تانجمت في وادي الملكات على يد عالم المصريات الألماني كارل ليبسيوس في كتابه «آثار مصر وأثيوبيا».
وكانت هويتها مطروحة للنقاش. ففي كتاب بورتر وموس (1964) يقترح العالمان أن هذه الملكة تعود إلى عهد الأسرة العشرين. واقترح تروي (1986) أن تانجيميت كانت ابنة وزوجة الملك رعمسيس الثاني. وفي وقت لاحق، اقترح ليبلانك (1999) أنها زوجة الملك سيتى الأول.
هاري (1965) وتوماس (1967) قد كوّنا رأياً مفاده أن المقطع اللغوي «تا» في الاسم يجب أن يقرأ «موت»، مما يجعل اسم الملكة «موتنجمت». وهذه القراءة وما اقترن بها من أن هذا هو قبر زوجة الملك حورمحب لم يعد مقبولا في الأوساط العلمية.

## ألقابها
- ابنة الملك.
- سيدة الجنوب والشمال (الوجه القبلي والوجه البحري).

## مقبرة وادي الملكات رقم 33
كما أسلفنا وصف ليبسيوس المقبرة QV33 في وادي الملكات، وقد أدرجها في كتابه تحت رقم 14. والملكة مصورة فيه مع غطاء رأس النسر المرتبط بالملكات. والقبر في حالة سيئة. ولا يزال القليل من الزخارف الأصلية محفوظاً.
ومن المرجح أنه قد تمت سرقة محتوياته في نهاية الأسرة العشرين، وقد أعيد استخدامه خلال الأسرة الـ 26، فقد تم العثور على كمية كبيرة من الزجاج والمواد الأخرى التي يرجع تاريخها إلى هذه الفترة في القبر. وخلال الفترة الرومانية تم إدخال عدد كبير من المومياوات في القبر. ويعتقد أن هذه الدفنات تؤرخ إلى القرنين الثاني والثالث الميلاديين.